# The Law and the Lady (film 1924)
The Law and the Lady è un film muto del 1924 diretto da John L. McCutcheon.

## Trama
Cyrus Blake, dopo aver scoperto che la moglie è scomparsa insieme a tutti i suoi gioielli, affida le indagini a Jack Langley, un giovane avvocato. Langley segue una scia di indizi che lo portano a una banda di scassinatori capeggiati da Don Hollins, un ladro di bell'aspetto. L'avvocato incontra anche Marion Folsom, una bella ragazza di cui si innamora. Viene poi a sapere che il vero nome della giovane è in realtà Blake e ne deduce che sia la moglie del suo cliente. Tesi avvalorata dal fatto che insieme a lei ritrova anche i gioielli scomparsi. Quando però porta la ragazza da Blake, il milionario gli rivela che quella è sua figlia. Ricompare in quel momento la vera moglie di Blake: la donna, che aveva cercato di recuperare i gioielli rubati, era stata catturata e, per tutto quel tempo, tenuta prigioniera dalla banda di Hollins,

## Produzione
Il film fu prodotto dalla Marlborough Productions.

## Distribuzione
Distribuito dalla Aywon Film, il film - presentato da Schuyler E. Grey - uscì nelle sale cinematografiche USA il 18 dicembre 1924.
Copia incompleta della pellicola (due rulli) viene conservata negli archivi della Library of Congress.